# أوتمار شبان
أوتمار شپان (بالألمانية: Othmar Spann) (1878 - 1950 م) هو فيلسوف اجتماعي وفيلسوف في التاريخ، نمساوي.

## روابط خارجية
- أوتمار شبان على موقع مونزينجر (الألمانية)